# 土库曼斯坦国旗
土庫曼斯坦國旗为全世界元素最多的国旗，旗地為綠色，旗面上部中間有一彎白色新月和五顆五角星。
綠色是土庫曼族喜歡的傳統顏色，白色象徵平靜與仁慈；新月象徵光明前途；五颗白色五角星象徵著土库曼斯坦的五個地區：阿哈爾、巴爾坎、列巴普、馬雷、達绍古茲。五角星的五個角象徵宇宙物質的狀態：固態、液態、氣態、晶態和等離子態；星與月合起來是伊斯蘭教的標誌。
靠近旗杆一側有一道紅褐色垂直竖条通過旗面，竖条中自上而下排列著五種地氈圖案，每個圖案呈團花狀，有些以顏色的交錯形成四等分。在地毯中，大薔薇圖案一般重複成列或形成格子樣式，置於圖案中心，小薔薇圖案則出現在鑲邊上。地毯圖案象徵土庫曼人民的傳統觀念和宗教信仰，也反映了土庫曼人传统的游牧民族習性。
五種地氈圖案下面有橄欖枝，象徵其中立國地位。1995年，土庫曼斯坦總統尼亞佐夫宣佈中立政策，並在同年12月12日聯合國大會上得到一致通過，為紀念這一歷史性事件，1997年版国旗在五個地毯圖案的最下方增加了橄欖枝圖案。憲法同時修改为：“土庫曼斯坦國旗是團結的標誌、獨立的標誌、勝利的標誌。”
现行土库曼斯坦国旗启用于1992年2月19日，并在1997年2月1日和2001年1月24日对图案作出部分修改。

Teke
Yomut
Saryk
Chowdur
Ersary

## 国旗日
土庫曼斯坦設有國旗日，從1995年起，每年2月19日成為土庫曼斯坦的國旗日，該節日與该国已故前總統尼亞佐夫的生日是同一天。國旗日为土庫曼斯坦的重要節日之一，全國各地在這一天會舉行多種活動慶祝這一節日，領導人和政府成員將向國家獨立紀念碑敬獻花圈。政府在國旗日到來之際也有可能會特赦犯人。

## 历史旗帜

突厥斯坦总督区 1867年–1918年
突厥斯坦苏维埃社会主义自治共和国 1919年-1921年
突厥斯坦苏维埃社会主义自治共和国 1921年-1923年
土庫曼蘇維埃社會主義共和國 1925年-1926年
土庫曼蘇維埃社會主義共和國 1926年-1937年
土庫曼蘇維埃社會主義共和國 1937年-1940年
土庫曼蘇維埃社會主義共和國 1940年-1953年
土庫曼蘇維埃社會主義共和國 1953年-1973年
土庫曼蘇維埃社會主義共和國 1973年-1992年
土庫曼斯坦 1992年-1997年
土庫曼斯坦 1997年-2001年
土庫曼斯坦 2001年-至今

### 国旗变迁时间轴
|           |           |           |           |           |           |
| 1925–1926 | 1926–1937 | 1937–1940 | 1940–1953 | 1953–1973 | 1973–1992 |

|           |           |           |
| 1992–1997 | 1997–2001 | 2001-至今 |

## 其他旗帜

总统旗
陆军旗
軍艦旗
空軍旗
土库曼斯坦宪法封面
土库曼苏维埃社会主义共和国拟议国旗
土库曼独立国旗草案之一
土库曼独立国旗草案之一